# Setaria austrocaledonica
Setaria austrocaledonica är en gräsart som först beskrevs av Benedict Balansa, och fick sitt nu gällande namn av Aimée Antoinette Camus. Setaria austrocaledonica ingår i släktet kolvhirser, och familjen gräs. Inga underarter finns listade i Catalogue of Life.